# The Death & Life of John F. Donovan
The Death and Life of John F. Donovan (prt A Minha Vida com John F. Donovan) é um filme canado-britânico de 2018, do gênero drama, dirigido por Xavier Dolan, com roteiro de Jacob Tierney e do próprio diretor.
Conta com Kit Harington, Natalie Portman, Bella Thorne, Thandie Newton, Kathy Bates, Susan Sarandon, Jared Keeso, Ben Schnetzer e Michael Gambon nos papéis principais.
O filme teve sua estreia mundial no Festival Internacional de Cinema de Toronto de 2018, tornando-se o primeiro filme de Dolan a estrear no festival. O filme foi criticado e rotulado por muitos como "brando" e "pretensioso". 

## Sinopse
O jovem ator John F. Donovan deseja fazer sucesso na indústria cinematográfica, mas sua carreira corre perigo quando uma revista de fofocas descobre sua correspondência com um garoto britânico de 11 anos, e as acusações de pedofilia passam a atormentá-lo.

## Elenco
- Kit Harington como John F. Donovan
- Natalie Portman como Sam Turner
- Ben Schnetzer como Rupert Turner
  - Jacob Tremblay como Rupert Turner criança
- Susan Sarandon como Grace Donovan
- Jared Keeso como James Donovan
- Kathy Bates como Barbara Haggermaker
- Thandie Newton como Audrey Newhouse
- Chris Zylka como Will Jefford Jr.
- Amara Karan como Mrs. Kureishi
- Emily Hampshire como Amy Bosworth
- Michael Gambon como homem no restaurante
- Dakota Taylor como Connor Jefford
- Sarah Gadon como Liz Jones
- Ari Millen como Big Billy
- Leni Parker como Bonnie

## Recepção
No agregador de críticas Rotten Tomatoes, o filme tem uma taxa de aprovação de 20% com base em 30 comentários dos críticos. O consenso crítico do site diz: "The Death and Life of John F. Donovan encontra o roteirista e diretor Xavier Dolan se debatendo profundamente com um drama tecnicamente garantido que nunca dá sentido às suas próprias ideias." No Metacritic, o filme tem um efeito pontuação de 28 de 100 com base em avaliações de 12 críticos, indicando "Avaliações geralmente desfavoráveis".